# Vernon Stauble
Vernon Ronald Stauble (* 1. Februar 1950) ist ein ehemaliger Radrennfahrer aus Trinidad und Tobago.
Stauble wurde je nach Quelle in Port of Spain oder auf Tobago geboren. Im Alter von etwa acht Jahren begann er mit dem Radsport. 1964 zog er nach Colton in die Vereinigten Staaten.
Zweimal nahm Vernon Stauble für Trinidad und Tobago an Olympischen Spielen teil. 1968 startete er in der Einerverfolgung und belegte Rang 19. 1972 startete er in vier Disziplinen. Das Straßenrennen konnte er nicht beenden, im Mannschaftszeitfahren belegte er gemeinsam mit Patrick Gellineau, Clive Saney und Anthony Sellier Platz 29 von 36. In derselben Besetzung startete das Team bei der Mannschafts- und Stauble in der Einerverfolgung, jedoch ohne Platzierungen. 1970 errang Stauble zudem bei den Commonwealth Games in Edinburgh die Bronzemedaille im Scratch über zehn Meilen.
Im Anschluss an seine Karriere als Sportler studierte Stauble in den Vereinigten Staaten Betriebswirtschaftslehre und erlangte an der University of California, Riverside seinen Master of Business Administration sowie an der Claremont Graduate University den Ph.D. Er ist Senior Lecturer an der University of Redlands.